# Chiara della Pietà
Chiara della Pietà (1718-1791) fue una violinista, solista y profesora italiana.

## Trayectoria
Chiara fue ingresada en el Ospedale della Pietà de Venecia en 1718, a los dos meses de edad. Se la conocía como Chiara y Chiaretta, aunque, al igual que su maestra Anna Maria della Pietà, posteriormente se la conoció como Chiara dal Violin o Chiara della Pietà. Aunque no tenía el mismo talento que su maestra, fue considerada una virtuosa del violín.      
Documentó las diversas composiciones que le escribieron, algunas de ellas de Antonio Vivaldi, en un libro conocido como su diario. Otras pertenecían a Antonio Martinelli. Chiara cantaba, tocaba el órgano y la viola de amor. Permaneció en el orfanato toda su vida, tocando y enseñando allí.      